# مرکز پزشکی لجیسی مریدین پارک
مرکز پزشکی لجیسی مریدین پارک (به انگلیسی: Legacy Meridian Park Medical Center) یک فرودگاه است . این فرودگاه در کشور ایالات متحده آمریکا قرار دارد .